# Hiatomyia gemini
Hiatomyia gemini är en tvåvingeart som först beskrevs av Shannon 1922.  Hiatomyia gemini ingår i släktet Hiatomyia och familjen blomflugor. Inga underarter finns listade i Catalogue of Life.